# مسابقات تیراندازی قهرمانی آسیا ۲۰۱۹
مسابقات تیراندازی قهرمانی آسیا ۲۰۱۹ (انگلیسی: 2019 Asian Shooting Championships)، چهاردهمین دوره مسابقات تیراندازی قهرمانی آسیا بود که در ورزشگاه لوسیل آرنا در لوسیل، قطر برگزار شد. (از ۵ تا ۱۳ نوامبر ۲۰۱۹)
همچنین این مسابقات، انتخابی بازی‌های المپیک تابستانی ۲۰۲۰ در آسیا بود.

## خلاصه مدال‌ها

### مردان
| رویداد                       | طلا                                                          | نقره                                                              | برنز                                                                         |
| تپانچه بادی ۱۰ متر           | کیم سونگ گوک · کرهٔ شمالی                                     | سائورابه چائودهاری · هند                                          | جواد فروغی · ایران                                                           |
| تپانچه بادی ۱۰ متر تیمی      | چین · He Zhengyang · پانگ وی · Pu Qifeng                     | کره جنوبی · Koh Eun-suk · لی دائه میونگ · Park Dae-hun            | هند · Saurabh Chaudhary · Sharvan Kumar · Abhishek Verma                     |
| تپانچه آتش‌مرکزی ۲۵ متر       | Han Dae-yoon · کرهٔ جنوبی                                     | Gurpreet Singh · هند                                              | Kim Jun-hong · کرهٔ جنوبی                                                     |
| تپانچه آتش‌مرکزی ۲۵ متر تیمی  | چین · Jin Yongde · Yao Zhaonan · Zhao Xiankun                | کره جنوبی · Han Dae-yoon · Kim Jun-hong · Song Jong-ho            | هند · Adarsh Singh · Gurpreet Singh · Yogesh Singh                           |
| تپانچه آتش‌سریع ۲۵ متر        | Lin Junmin · چین                                             | Li Yuehong · چین                                                  | Yao Zhaonan · چین                                                            |
| تپانچه آتش‌سریع ۲۵ متر تیمی   | چین · Li Yuehong · Lin Junmin · Yao Zhaonan                  | کره جنوبی · Han Dae-yoon · Kim Jun-hong · Song Jong-ho            | هند · Anish Bhanwala · Bhavesh Shekhawat · Adarsh Singh                      |
| تپانچه استاندارد ۲۵ متر      | Yao Zhaonan · چین                                            | Udhayveer Sidhu · هند                                             | Han Dae-yoon · کرهٔ جنوبی                                                     |
| تپانچه استاندارد ۲۵ متر تیمی | هند · Udhayveer Sidhu · Vijayveer Sidhu · Gurpreet Singh     | چین · Lin Junmin · Yao Zhaonan · Zhao Xiankun                     | کره جنوبی · Han Dae-yoon · Kim Jun-hong · Koh Eun-suk                        |
| تپانچه ۵۰ متر                | Park Dae-hun · کرهٔ جنوبی                                     | Gaurav Rana · هند                                                 | Arjun Singh Cheema · هند                                                     |
| تپانچه ۵۰ متر تیمی           | کره جنوبی · Lee Dae-myung · Mok Jin-mun · Park Dae-hun       | چین · Pu Qifeng · Xu Zhanyi · Zhang Tian                          | هند · Arjun Singh Cheema · Gaurav Rana · Monu Tomar                          |
| تفنگ بادی ۱۰ متر             | Liu Yukun · چین                                              | Yu Haonan · چین                                                   | Deepak Kumar · هند                                                           |
| تفنگ بادی ۱۰ متر تیمی        | چین · Liu Yukun · Song Buhan · Yu Haonan                     | کره جنوبی · Choo Byoung-gil · Nam Tae-yun · Park Ha-jun           | ایران · حسین باقری · امیرمحمد نکونام · مهیار صداقت                           |
| تفنگ درازکش ۵۰ متر           | Konstantin Malinovskiy · قزاقستان                            | Liu Gang · چین                                                    | Li Xinmiao · چین                                                             |
| تفنگ درازکش ۵۰ متر تیمی      | چین · Li Jiahong · Li Xinmiao · Liu Gang                     | هند · Subhankar Pramanick · Sanjeev Rajput · Tarun Yadav          | کره جنوبی · Cheon Min-ho · Kim Jong-hyun · Kim Sang-do                       |
| تفنگ سه وضعیت ۵۰ متر         | Kim Jong-hyun · کرهٔ جنوبی                                    | Zhao Zhonghao · چین                                               | Aishwary Pratap Singh Tomar · هند                                            |
| تفنگ سه وضعیت ۵۰ متر تیمی    | چین · Yao Yuncong · Zhang Changhong · Zhao Zhonghao          | کره جنوبی · Cheon Min-ho · Kim Jong-hyun · Kim Sang-do            | هند · Parul Kumar · Chain Singh · Aishwary Pratap Singh Tomar                |
| ۱۰ متر هدف متحرک             | Jo Yong-chol · کرهٔ شمالی                                     | Gan Yu · چین                                                      | پاک میونگ-ون · کرهٔ شمالی                                                     |
| ۱۰ متر هدف متحرک تیمی        | کره شمالی · Jo Yong-chol · Kwon Kwang-il · پاک میونگ-ون      | چین · Gan Yu · Shen Minzhe · Xu Hong                              | قزاقستان · Bakhtiyar Ibrayev · Andrey Khudyakov · Farukh Nazirkulov          |
| ۱۰ متر هدف متحرک مختلط       | پاک میونگ-ون · کرهٔ شمالی                                     | Kwon Kwang-il · کرهٔ شمالی                                         | Bakhtiyar Ibrayev · قزاقستان                                                 |
| ۱۰ متر هدف متحرک مختلط تیمی  | کره شمالی · Jo Yong-chol · Kwon Kwang-il · پاک میونگ-ون      | چین · Gan Yu · Shen Minzhe · Xu Hong                              | قزاقستان · Bakhtiyar Ibrayev · Andrey Khudyakov · Farukh Nazirkulov          |
| تراپ                         | Talal Al-Rashidi · کویت                                      | Khaled Al-Mudhaf · کویت                                           | Naser Al-Meqlad · کویت                                                       |
| تراپ تیمی                    | کویت · Naser Al-Meqlad · Khaled Al-Mudhaf · Talal Al-Rashidi | هند · Kynan Chenai · Manavjit Singh Sandhu · Prithviraj Tondaiman | قطر · Saeed Abu-Sharib · Rashid Al-Athba · Mohammed Al-Rumaihi               |
| تراپ دوتایی                  | Wen Baolu · چین                                              | Wang Hao · چین                                                    | Hussein Al-Shuhoumi · عمان                                                   |
| تراپ دوتایی تیمی             | چین · Hu Binyuan · Wang Hao · Wen Baolu                      | کویت · Ahmad Al-Afasi · Saad Al-Mutairi · Jarrah Al-Showaier      | عمان · Ahmed Al-Hatmi · Saleem Al-Nasri · Hussein Al-Shuhoumi                |
| اسکیت (تیراندازی)            | Angad Vir Singh Bajwa · هند                                  | Mairaj Ahmad Khan · هند                                           | Saud Habib · کویت                                                            |
| اسکیت (تیراندازی) تیمی       | قطر · ناصر العطیة · Masoud Saleh Hamad · Rashid Saleh Hamad  | کویت · Mohammad Al-Deehani · Abdullah Al-Rashidi · Saud Habib     | قزاقستان · Alexandr Mukhamediyev · Vladislav Mukhamediyev · David Pochivalov |

### زنان
| رویداد                      | طلا                                                                        | نقره                                                                       | برنز                                                                          |
| تپانچه بادی ۱۰ متر          | Manu Bhaker · هند                                                          | Wang Qian · چین                                                            | Jiang Ranxin · چین                                                            |
| تپانچه بادی ۱۰ متر تیمی     | کره جنوبی · Choo Ga-eun · Kim Min-jung · Yoo Hyun-young                    | چین · Jiang Ranxin · Qian Wei · Wang Qian                                  | هند · Manu Bhaker · Yashaswini Singh Deswal · Annu Raj Singh                  |
| تپانچه ۲۵ متر               | Naphaswan Yangpaiboon · تایلند                                             | Otryadyn Gündegmaa · مغولستان                                              | Zhang Jingjing · چین                                                          |
| تپانچه ۲۵ متر تیمی          | کره جنوبی · کیم جانگ-می · Kim Min-jung · Lee Pu-reum                       | چین · Chen Yan · Xiong Yaxuan · Zhang Jingjing                             | تایلند · Kanyakorn Hirunphoem · Tanyaporn Prucksakorn · Naphaswan Yangpaiboon |
| تفنگ بادی ۱۰ متر            | Yang Qian · چین                                                            | Tessa Neo · سنگاپور                                                        | Jung Eun-hea · کرهٔ جنوبی                                                      |
| تفنگ بادی ۱۰ متر تیمی       | کره جنوبی · Jung Eun-hea · Keum Ji-hyeon · Kwon Eun-ji                     | هند · Apurvi Chandela · Anjum Moudgil · Elavenil Valarivan                 | ایران · فاطمه کرم‌زاده · نجمه خدمتی · حسنا توتونچی                             |
| تفنگ درازکش ۵۰ متر          | Wan Xiangyan · چین                                                         | Lee Eun-seo · کرهٔ جنوبی                                                    | Nur Suryani Taibi · مالزی                                                     |
| تفنگ درازکش ۵۰ متر تیمی     | هند · Anjum Moudgil · Kajal Saini · Tejaswini Sawant                       | چین · Chen Fang · Pei Ruijiao · Wan Xiangyan                               | کره جنوبی · Bae Sang-hee · Kim Je-hee · Lee Eun-seo                           |
| تفنگ سه وضعیت ۵۰ متر        | Shi Mengyao · چین                                                          | Oyuunbatyn Yesügen · مغولستان                                              | Shiori Hirata · ژاپن                                                          |
| تفنگ سه وضعیت ۵۰ متر تیمی   | چین · Shi Mengyao · Sun Ting · Zhao Ruozhu                                 | ایران · الهه احمدی · مه‌لقا جام‌بزرگ · فاطمه کرم‌زاده                         | هند · Gaayathri Nithyanadam · Kajal Saini · Tejaswini Sawant                  |
| ۱۰ متر هدف متحرک            | Fatima Irnazarova · قزاقستان                                               | Yang Zeng · چین                                                            | Ri Ji-ye · کرهٔ شمالی                                                          |
| ۱۰ متر هدف متحرک تیمی       | چین · Qiu Zhiqi · Yang Zeng · Zhang Rouxin                                 | کره شمالی · Han Chol-sim · Paek Ok-sim · Ri Ji-ye                          | قطر · Samsam Saleh Juma · Amal Mohammed · Saaida Humaid Taaeeb                |
| ۱۰ متر هدف متحرک مختلط      | Yang Zeng · چین                                                            | Alexandra Saduakassova · قزاقستان                                          | Ri Ji-ye · کرهٔ شمالی                                                          |
| ۱۰ متر هدف متحرک مختلط تیمی | کره شمالی · Paek Ok-sim · Pang Myong-hyang · Ri Ji-ye                      | چین · Fan Min · Qiu Zhiqi · Yang Zeng                                      | قزاقستان · Fatima Irnazarova · Zukhra Irnazarova · Alexandra Saduakassova     |
| تراپ                        | Ray Bassil · لبنان                                                         | Sarsenkul Rysbekova · قزاقستان                                             | Yukie Nakayama · ژاپن                                                         |
| تراپ تیمی                   | قزاقستان · Anastassiya Davydova · Mariya Dmitriyenko · Sarsenkul Rysbekova | چین · Deng Weiyun · Liu Yingzi · Wang Xiaojing                             | تایوان · Huang Yen-hua · Lin Yi-chun · Liu Wan-yu                             |
| اسکیت (تیراندازی)           | Wei Meng · چین                                                             | Zhang Donglian · چین                                                       | Kim Min-ji · کرهٔ جنوبی                                                        |
| اسکیت (تیراندازی) تیمی      | چین · Wei Meng · Zhang Donglian · Zhang Heng                               | تایلند · Isarapa Imprasertsuk · Sutiya Jiewchaloemmit · Nutchaya Sutarporn | هند · Darshna Rathore · Ganemat Sekhon · Saniya Shaikh                        |

### مختلط
| رویداد                  | طلا                                           | نقره                                              | برنز                                   |
| تپانچه بادی ۱۰ متر تیمی | هند · Abhishek Verma · Manu Bhaker            | هند · Saurabh Chaudhary · Yashaswini Singh Deswal | ایران · جواد فروغی · گلنوش سبقت‌الهی    |
| تفنگ بادی ۱۰ متر تیمی   | کره جنوبی · Choo Byoung-gil · Keum Ji-hyeon   | چین · Yu Haonan · Yang Qian                       | چین · Song Buhan · Zhao Ruozhu         |
| تراپ تیمی               | کویت · Abdulrahman Al-Faihan · Sarah Al-Hawal | چین · He Weidong · Deng Weiyun                    | تایوان · Yang Kun-pi · Liu Wan-yu      |
| اسکیت تیمی              | چین · Jin Di · Wei Meng                       | هند · Angad Vir Singh Bajwa · Ganemat Sekhon      | ژاپن · Hiroyuki Ikawa · Naoko Ishihara |

## جدول مدال‌ها
| رتبه            | کشور            | طلا | نقره | برنز | مجموع |
| --------------- | --------------- | --- | ---- | ---- | ----- |
| ۱               | چین             | ۲۰  | ۲۰   | ۵    | ۴۵    |
| ۲               | کرهٔ جنوبی       | ۸   | ۶    | ۷    | ۲۱    |
| ۳               | کرهٔ شمالی       | ۶   | ۲    | ۳    | ۱۱    |
| ۴               | هند             | ۵   | ۱۰   | ۱۱   | ۲۶    |
| ۵               | کویت            | ۳   | ۳    | ۲    | ۸     |
| ۶               | قزاقستان        | ۳   | ۲    | ۵    | ۱۰    |
| ۷               | تایلند          | ۱   | ۱    | ۱    | ۳     |
| ۸               | قطر             | ۱   | ۰    | ۲    | ۳     |
| ۹               | لبنان           | ۱   | ۰    | ۰    | ۱     |
| ۱۰              | مغولستان        | ۰   | ۲    | ۰    | ۲     |
| ۱۱              | ایران           | ۰   | ۱    | ۴    | ۵     |
| ۱۲              | سنگاپور         | ۰   | ۱    | ۰    | ۱     |
| ۱۳              | ژاپن            | ۰   | ۰    | ۳    | ۳     |
| ۱۴              | تایوان          | ۰   | ۰    | ۲    | ۲     |
| ۱۴              | عمان            | ۰   | ۰    | ۲    | ۲     |
| ۱۶              | مالزی           | ۰   | ۰    | ۱    | ۱     |
| مجموع (۱۶ کشور) | مجموع (۱۶ کشور) | ۴۸  | ۴۸   | ۴۸   | ۱۴۴   |

## جدول مدال‌های نوجوانان و جوانان
| رتبه            | کشور            | طلا | نقره | برنز | مجموع |
| --------------- | --------------- | --- | ---- | ---- | ----- |
| ۱               | هند             | ۲۰  | ۱۵   | ۱۰   | ۴۵    |
| ۲               | چین             | ۱۶  | ۲۲   | ۱۳   | ۵۱    |
| ۳               | کرهٔ جنوبی       | ۶   | ۷    | ۹    | ۲۲    |
| ۴               | قزاقستان        | ۳   | ۰    | ۱    | ۴     |
| ۵               | تایلند          | ۰   | ۱    | ۳    | ۴     |
| ۶               | ایران           | ۰   | ۰    | ۲    | ۲     |
| ۶               | تایوان          | ۰   | ۰    | ۲    | ۲     |
| ۶               | کویت            | ۰   | ۰    | ۲    | ۲     |
| ۹               | قطر             | ۰   | ۰    | ۱    | ۱     |
| ۹               | لبنان           | ۰   | ۰    | ۱    | ۱     |
| مجموع (۱۰ کشور) | مجموع (۱۰ کشور) | ۴۵  | ۴۵   | ۴۴   | ۱۳۴   |

یادداشت: فقط ۲ کشور در مسابقات تیمی «تراپ» زنان شرکت کردند.